# Walcke
Walcke (ook: (von) Walcke-Schuldt en: von Walcke-Wulffen) is een uit Zweden stammend geslacht waarvan leden sinds 1884 tot de Pruisische adel behoren.

## Geschiedenis
De stamreeks begint met Detleff Walcke uit Uddevalla die vermeld wordt van 1692 tot 1699. Zijn kleinzoon Gerhard Heinrich Walcke (1736-1797), koopman te Hamburg, trouwde in 1780 met Charlotte Schuldt (1760-1841), dochter van Wilhelm Schuldt die het fideï-commis Niendorf am Schaalsee und Goldensee stichtte. Hun zoon Ferdinand, heer van Niendorf (1788-1856) nam de dubbele naam Walcke-Schuldt aan. Diens zoon Oscar Walcke-Schuldt, heer van Niendorf werd in 1884 in de Pruisische adel verheven. Nakomelingen van de in 1944 gesneuvelde koopman en majoor Joachim von Walcke-Schuldt, stiefzoon van de generaal-majoor Gustav von Wulffen, verkregen in 2002 naamswijziging tot von Walcke-Wulffen.